# Allée couverte von Keryvon

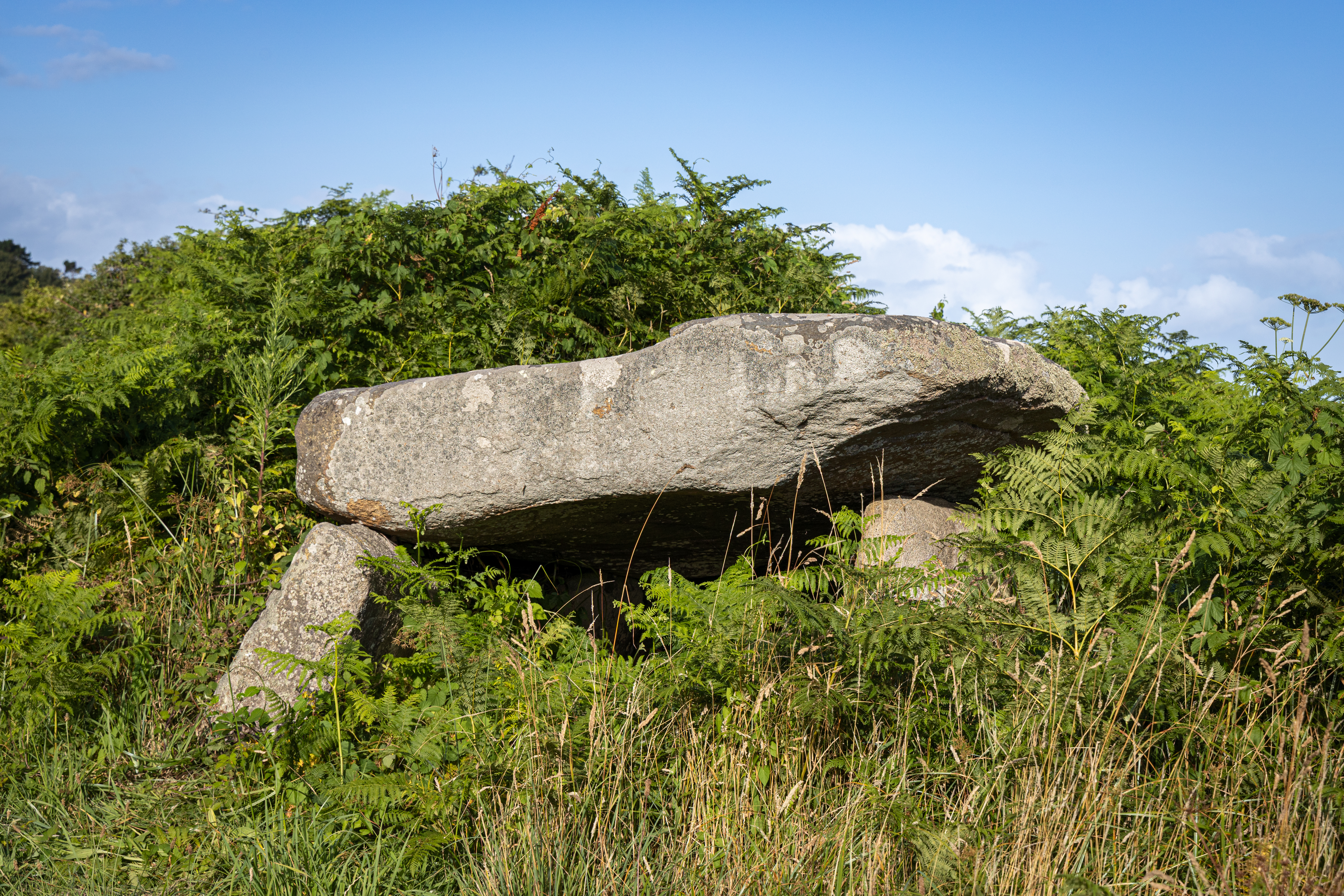
Allée couverte von Keryvon

Die Allée couverte von Keryvon liegt nur wenige Meter von der Klippe, direkt an der Küstenstraße D 788 von Trébeurden nach Trégastel, nordwestlich von Pleumeur-Bodou im Département Côtes-d’Armor in der Bretagne in Frankreich.
Das halb in der Vegetation versteckte Galeriegrab hat nur einen erhaltenen Deckstein, der schräg auf den Tragsteinen aufliegt, aber es gibt in der Hecke mehrere verlagerte Steine. Vermutlich wurde die etwa 2500 v. Chr. errichtete, heute noch etwa 7,0 m lange Anlage am östlichen Ende durch den Bau der Straße abgeschnitten.

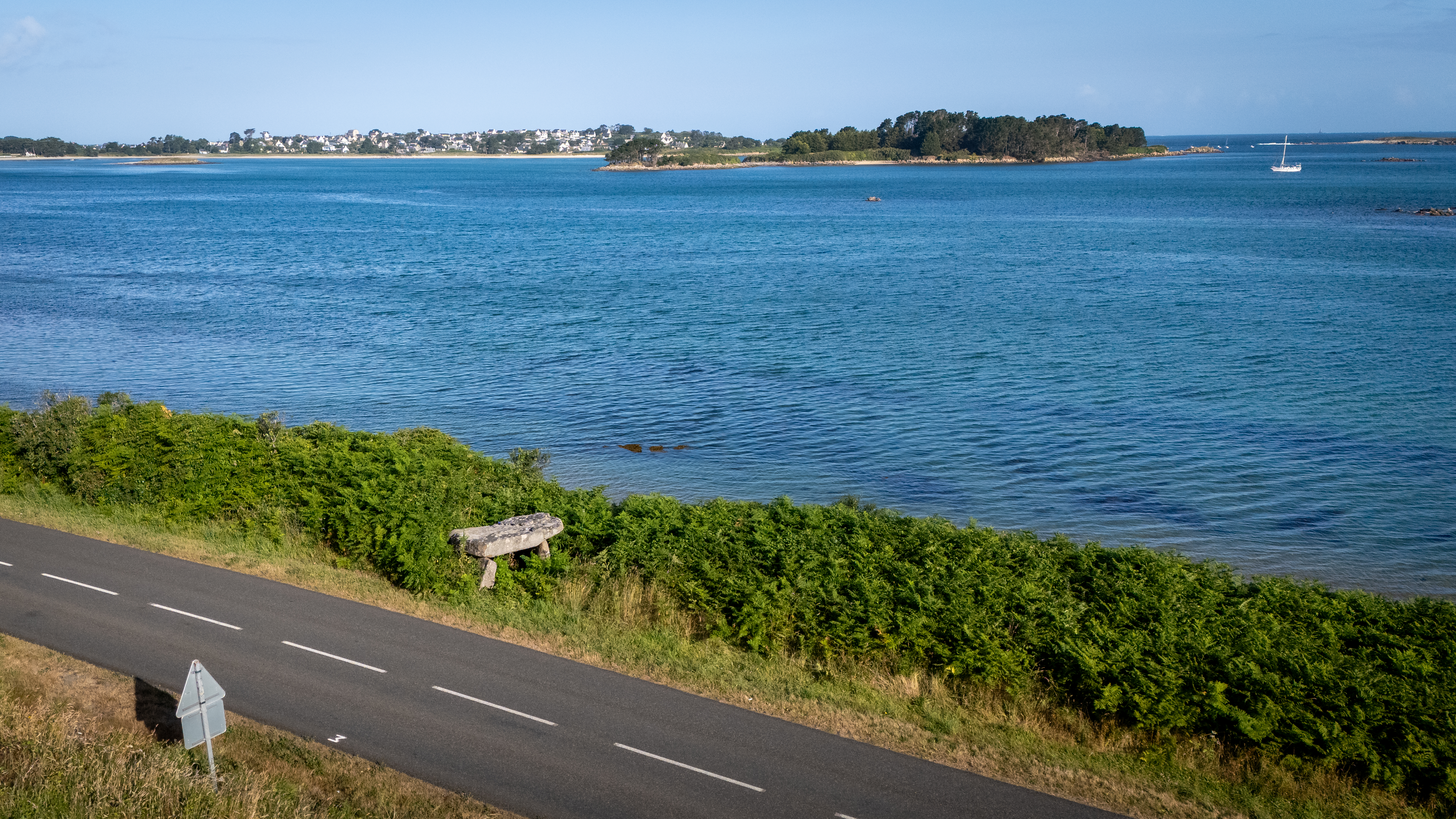
Lage der Anlage neben der Straße

Etwa 900 m südlich steht der Menhir von Saint-Uzec.